# TodaTeen
Todateen é uma revista brasileira publicada mensalmente pela editora Alto Astral, direcionada ao público adolescente feminino. A revista fala sobre amor, sexo, relacionamento, drogas, família, moda, beleza, saúde, música, ídolos e baladas, entre outros assuntos para este público, e contém testes e horóscopo.
Teve sua primeira edição publicada em 1995. No final de 2010, mais de 16 milhões de exemplares tinham sido publicados. Em 1998, foi lançado o Portal Todateen, com o objetivo de alcançar o público na internet; em 2010, o site tinha, em média, sete milhões de acessos mensais.